# علیشان قشلاقی
علیشان قشلاقی یک روستا در ایران است که در بخش انجیرلو واقع شده‌است. علیشان قشلاقی ۱۳۳ نفر جمعیت دارد.